# (38674) Těšínsko
(38674) Těšínsko (2000 PT8) – planetoida z pasa głównego asteroid okrążająca Słońce w ciągu 3 lat 138 dni w średniej odległości 2,25 au. Została odkryta 9 sierpnia 2000 roku w obserwatorium Ondřejov przez Lenkę Šarounovą. Nazwa planetoidy Těšínsko (pl. ziemia cieszyńska) pochodzi od czeskiej nazwy Śląska Cieszyńskiego, historycznej krainy położonej w Czechach i Polsce.